# Riana Nel
Riana Nel (Namibia, ...) è una cantautrice namibiana naturalizzata sudafricana.

## Biografia
Nativa di Windhoek, si è trasferita in Sudafrica per iniziare la sua carriera musicale. Il suo primo genere è stato Gospel: vi si è cimentata con tre album (Oopmond, The Cure e Someone With Skin). Nel 2000 ha vinto il "Crescendo Award". Ha anche partecipato a un film in Afrikaans dal titolo N' Saak Van Geloof. Ha scritto testi e brani per i cantanti Bobby van Jaarsveld, Juanita du Plessis, Liane May e per sua sorella Nianell.

## Vita privata
Riana Nel è calvinista. Si è sposata all'inizio del 2013.

## Discografia

### Album in studio
- 2001 – Oopmond
- 2003 – The Cure
- 2005 – Someone with Skin
- 2011 – Die Moeite Werd
- 2014 – Die Regte Tyd

### Raccolte
- 2006 – Collection Set

### Singoli
- 2011 - Dans

## Premi
- 2000 - "Crescendo Award"